# Карпівка (Могилів-Подільський район)

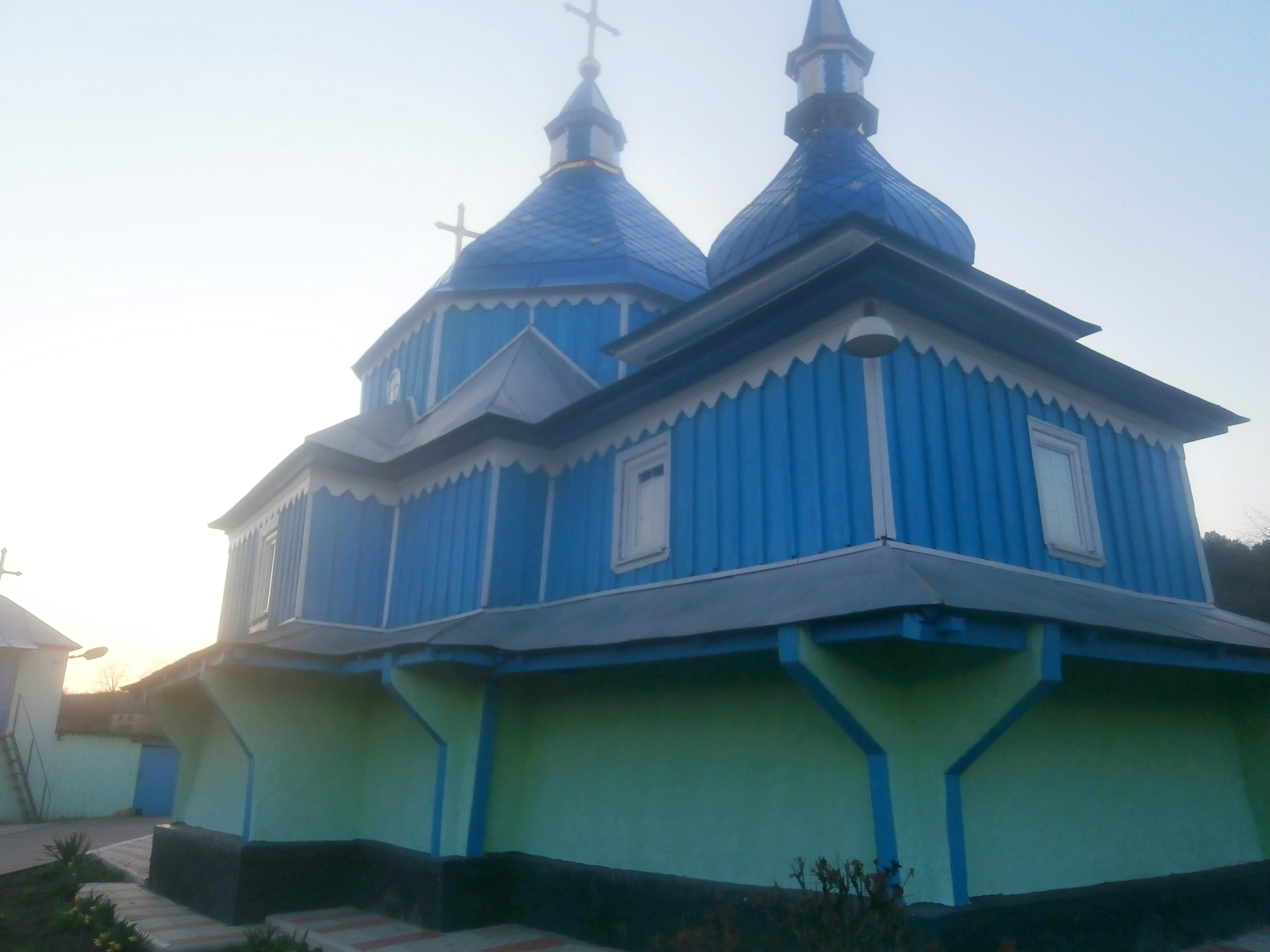
Храм на честь святого Великомученика Дмитрія у Карпівці

Ка́рпівка —  село в Україні, у Могилів-Подільській міській громаді Могилів-Подільського району Вінницької області. Населення становить 878 осіб..

## Історія
Про Карпівку в «Парафіях і церквах Подільської єпархії» зазначено, що село розташоване за 6 верст на північний схід від повітового міста Могилева. Лежить воно в глибокій котловині, між скелястих схилів яру, яким протікає річка Дерло – притока Дністра. В цю котловину виступає високий мис, на якому збудовано поміщицький будинок із вежею. Біля нього є кам’яна каплиця зі склепом, в якому поховано дружину колишнього чернігівського губернатора Тетяну Данилівну АНАСТАСЬЄВУ. Село дотикається до передмість Могилева, а на північному сході – із селом Воєводчинці. Карпівка поділяється на чотири частини. Це Диркачівка, Колишка, Спричанівка та Баланівка. В нарисі про село також зазначено, що за переказом, Карпівка спочатку називалася Барські Хутори. Колись вона належала ПОТОЦЬКИМ, потім САПЕГАМ і КАСУТСЬКОМУ, в 1840-х роках – ЧАРНОМСЬКИМ, а далі СТАРИЦЬКОМУ. 1886 року Карпівку купив чернігівський губернатор Олександр Костянтинович АНАСТАСЬЄВ (1837-1900), а тепер вона належить його зятеві – доктору Іллі Едуардовичу ЛІСНЕРУ. Невеликі частини маєтку належать різним особам – ПРОХОРОВИЧАМ, священику БОРИСЕВИЧУ та священику ДВЕРНИЦЬКОМУ».
7 (20) листопада 1917 року, відповідно до Третього Універсалу Української Центральної Ради, увійшло до складу Української Народної Республіки.
12 червня 2020 року, відповідно до Розпорядження Кабінету Міністрів України № 707-р «Про визначення адміністративних центрів та затвердження територій територіальних громад Вінницької області», увійшло до складу Могилів-Подільської міської громади.
19 липня 2020 року, в результаті адміністративно-територіальної реформи та ліквідації Могилів-Подільського району (1923 — 2020), село увійшло до складу новоутвореного Могилів-Подільського району.

## Населення

### Мова
Розподіл населення за рідною мовою за даними перепису 2001 року:
| Мова                | Відсоток |
| ------------------- | -------- |
| українська          | 98,75%   |
| російська           | 1,14%    |
| інші/не визначилися | 0,11%    |

## Храм
В селі існує церква святого Дмитра. Її збудовано 1745 року (згідно з написом на одвірку). Це дерев'яна триверха хрещата церква, з опасанням, з окремою дзвіницею (побудована одночасною з церквою). Новий іконостас 1809 р. — 4-ярусний; старий іконостас продали у село Шлишківці Могилівського повіту. 1899 року церкву закрили через повну ветхість, дзвіницю розібрали. 1901 року зібрали кошти на нову церкву, у якій сьогодні проводяться богослужіння.

## Цікаві факти
У селі Карпівка жив відомий український письменник Михайло Старицький. 1880 р. в Києві була оформлена купча кріпость на ім'я Софії Старицької на придбання маєтку в селі Карпівка Могилів-Подільського повіту. Літо 1880 р., як і літо наступного року, Старицькі провели в Карпівці. Тут їх відвідували київські приятелі, зокрема Микола Лисенко.
У Карпівці Михайло Старицький написав низку віршів, але які саме — важко сказати, оскільки немає точного датування віршів. Зате є певні відомості про іншу його літературну діяльність: 1880 та 1881 р. у київських газетах «Заря» і «Труд» під псевдонімами Подолянин і Карпівець було надруковано низку кореспонденцій і нарисів Старицький. З них привертає увагу «Остроумие урядника», в якому розповідається про здирства поліції. Нарис під псевдонімом «Подолянин» було надруковано 27 березня 1881 р. в газеті «Труд» з приміткою редакції: «Малоймовірний, але справжній випадок, що днями стався в селі Конатківці Могилівського повіту Подільської губернії» (нині це село перебуває в складі Шаргородського району).
Наприкінці 1881 р. були дозволені українські вистави, заборонені Емським указом 1876 р. Наприкінці жовтня 1882 р. Марко Кропивницький організував українську трупу. Влітку 1883 р. вона перейшла під оруду Михайла Старицького, який вклав в її організацію великі кошти. Ще до того, в лютому 1882 р., Старицький продав маєток у Карпівці.

## Постаті
Уродженцем Карпівки є Максим Чорнокнижний — солдат Збройних сил України, загинув у боях за Мар'їнку.

## Галерея

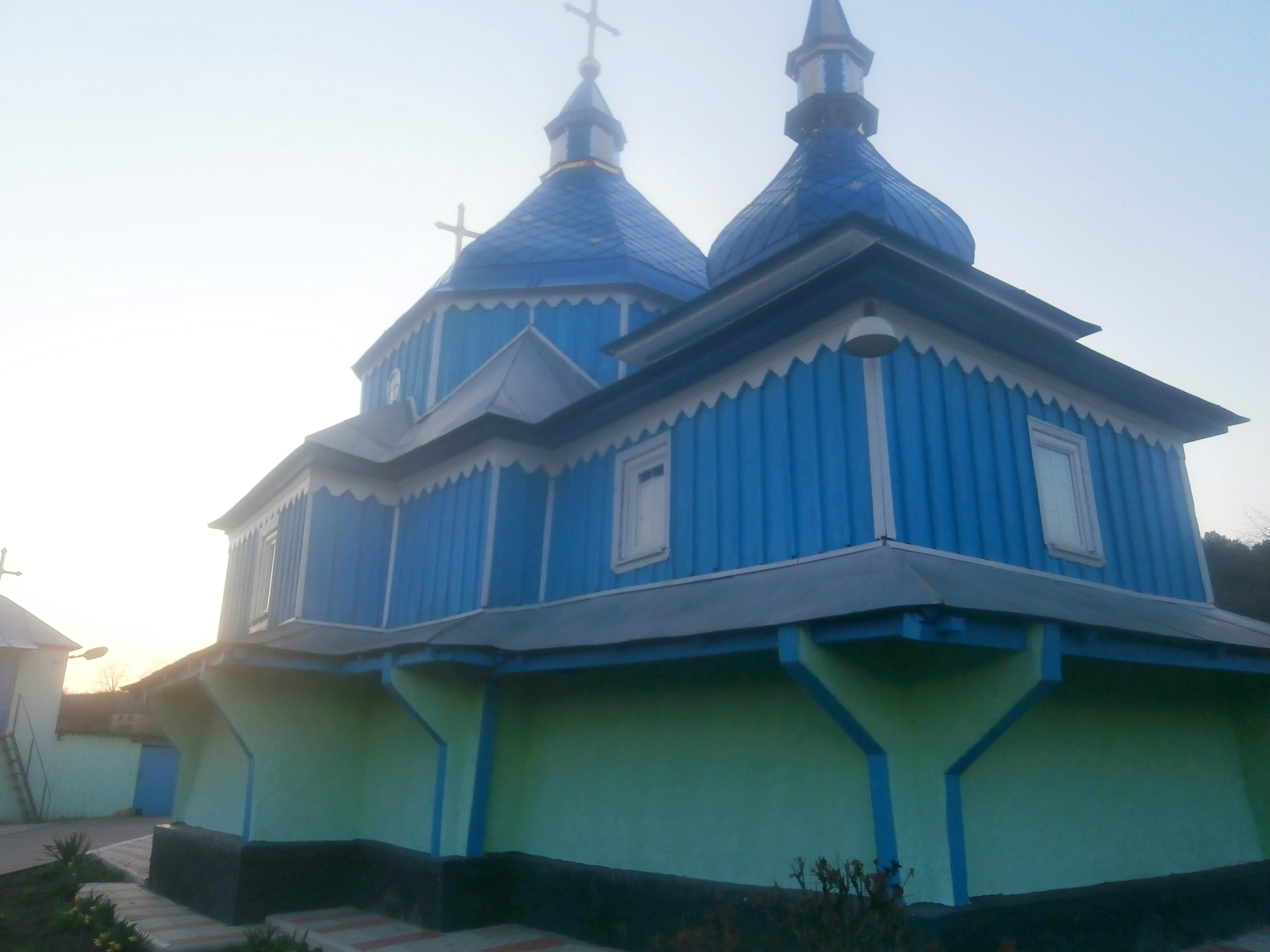
Храм на честь святого Великомученика Дмитрія у Карпівці
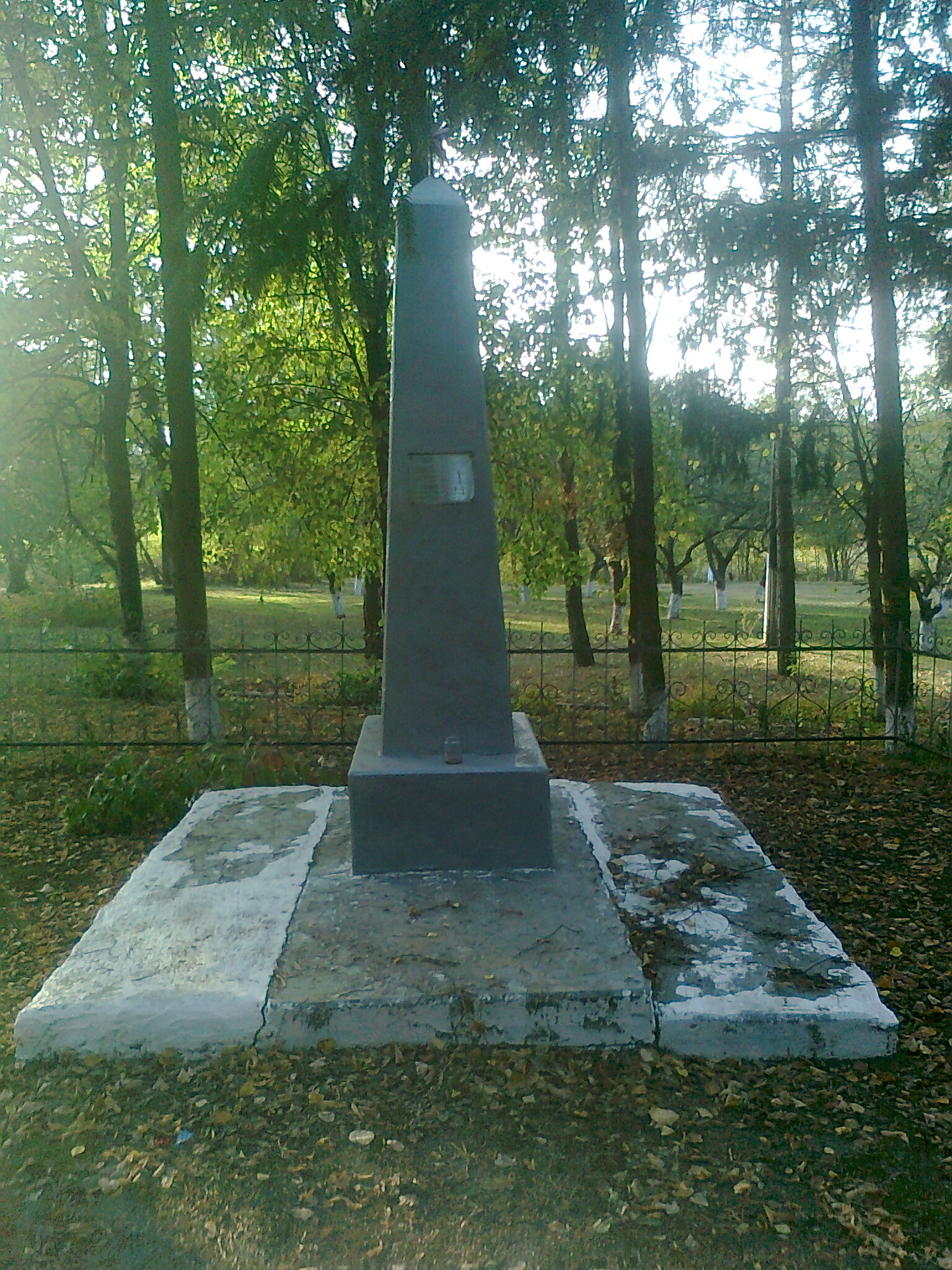
Могила 9 невідомих радянських воїнів, що загинули при обороні села
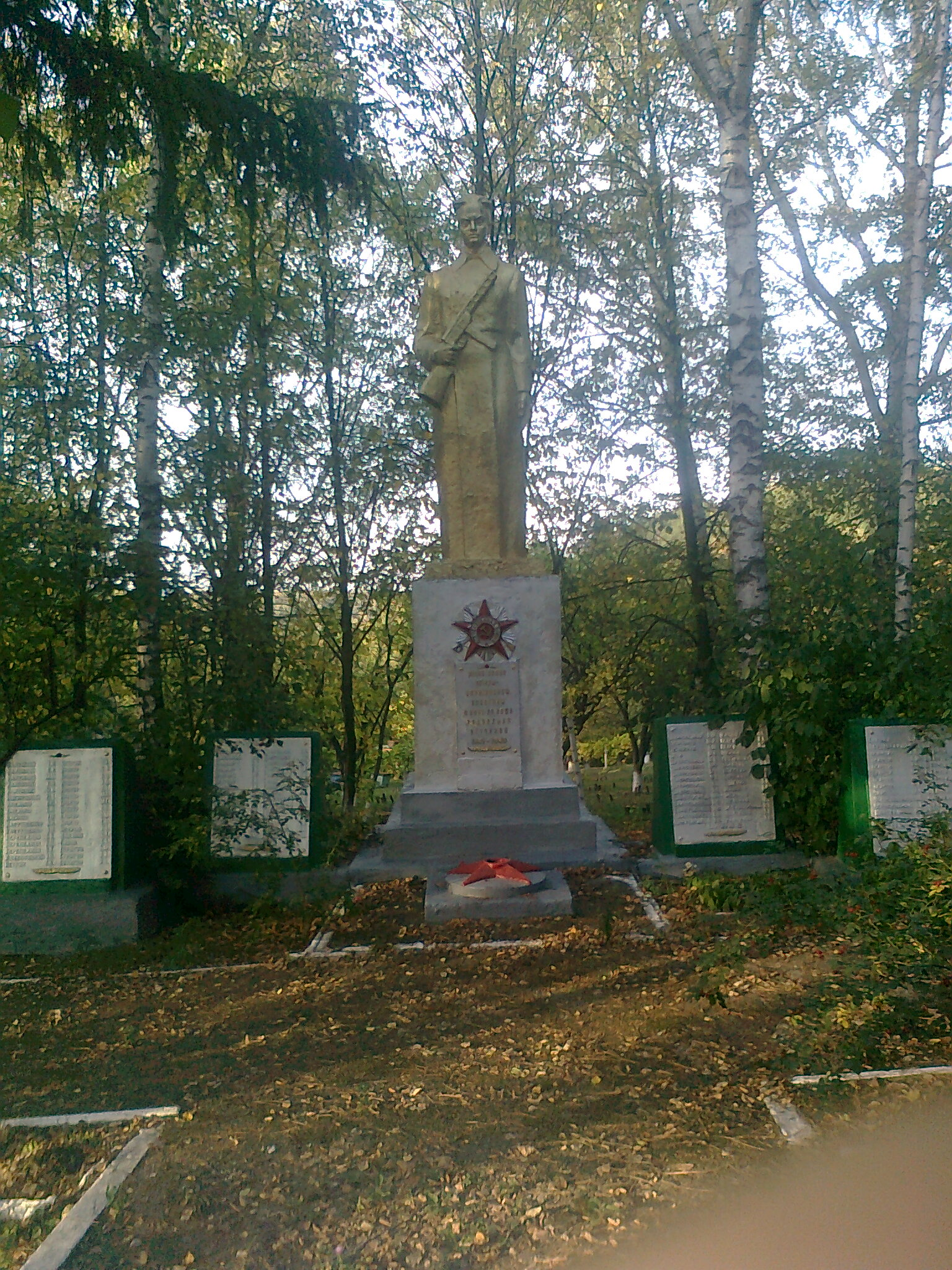
Пам'ятник 126 воїнам-односельчанам